# بيرنار ليو
بيرنار فردينان ليو (بالفرنسية: Bernard Lyot)‏ الفلكي الفرنسي المولود بتاريخ 17 فبراير 1897 في باريس والمتوفي بتاريخ 2 إبريل 1952 في القاهرة, عمل منذ عام 19220 بمرصد باريس -ميدن، وقد اهتم ليو بفيزياء الشمس, واخترع الكرونوجراف علم 1930.

## المصدر
- الموسوعة الفلكية